# Anglonovozelanđani
Anglonovozelanđani, neogermanski narod porijeklom od anglosaskih naseljenika na Novom Zelandu, koji su tamo pristigli u 19. stoljeću. Preko 3,3 milijuna pripadnika, od čega većina živi na Novom Zelandu (2,853,000), a ostali po drugim zemljama: Australija (435.000), UK (61.000), Singapur (2.300), Cookovi otoci (500), Norfolk (500), Samoa (500), i u manjim otočnim zemljama Ocenije. Maori su ih nazvali Pākehā. jezik: engleski.